# Dorothy Rudd Moore
Dorothy Rudd Moore (New Castle, Delaware, 4 juni 1940) is een Afro-Amerikaans componiste, muziekpedagoog, pianiste, klarinettiste en zangeres (sopraan). In 1964 huwde zij met de cellist Kermit Moore.

## Levensloop
Moore kreeg al vroeg pianoles aan de Wilmington School of Music. Later leerde zij klarinet en speelde mee in het harmonieorkest en het orkest van haar High School. Verder zong zij in het koor van deze school. Zij studeerde onder anderen bij Warner Lawson, Thomas Kerr, Mark Fax en Harry Andrews aan de Howard University in Washington D.C. en behaalde aldaar haar Bachelor of Music in 1963. Vervolgens studeerde zij aan het Amerikaanse conservatorium in Fontainebleau bij de bekende Nadia Boulanger. Naar haar terugkomst in de Verenigde Staten studeerde zij privé compositie bij Chou Wen Chung (1965) en zang bij Lola Hayes (1972). In 1965 en 1966 was zij docente aan de Harlem School of the Arts en in 1969 aan de New York-universiteit. In 1971 doceerde zij ook aan het Bronx Community College. Vanaf 1968 was zij privé-lerares voor piano, zang en gehoor-training.
Al op 16-jarige leeftijd liet zij zich door Duke Ellington inspireren tot haar compositie Flight voor piano solo. Haar werk Reflections of Life voor harmonieorkest won een competitie aan de Howard University georganiseerd door de Howard University Symphonic Band en de Symphony Number One ging in première met het National Symphony Orchestra.
Samen met haar man behoorde zij tot de medeoprichters van de Society of Black Composers.
Als componiste schreef zij naast kamermuziek en liederen ook werken voor orkest en harmonieorkest, maar ook opera's.

## Composities

### Werken voor orkest
- 1963 Symfonie nr. 1, voor orkest
- 1972 From the Dark Tower, voor mezzosopraan en orkest - tekst: James Weldon Johnson, Herbert Clark Johnson, Langston Hughes, Countee Cullen
- 1977 In Celebration, voor sopraan, bariton, gemengd koor en orkest - tekst: Langston Hughes
- 1985-1986 Transcension, voor kamerorkest
- One at a time, two at a time, voor sopraan en orkest

### Werken voor harmonieorkest
- 1962 Reflections, voor harmonieorkest

### Muziektheater

#### Opera's
| Voltooid in | titel              | aktes       | première                                          | libretto          |
| ----------- | ------------------ | ----------- | ------------------------------------------------- | ----------------- |
| 1981-1985   | Frederick Douglass | 3 bedrijven | 1985, New York, Opera Ebony City College New York | van de componiste |

### Vocale muziek

#### Werken voor koor
- 1977 In Celebration, voor sopraan, bariton, gemengd koor en piano

#### Liederen
- 1962 Twelve Quatrains from the Rubaiyat, zangcyclus voor sopraan en hobo - tekst: Omar Khayyám "The Rubáiyát"
- 1970 From the Dark Tower, zangcyclus van acht liederen voor mezzosopraan, cello en piano - tekst: James Weldon Johnson, Arna Bontemps, Herbert Clark Johnson, Langston Hughes en Countee Cullen
- 1973 Charity, voor 2 sopranen en piano - tekst: Emily Dickinson
- 1973 If Music be the food of Love, voor sopraan en piano
- 1973 On Wings of song, voor 2 sopranen en piano
- 1975 Sonnets on Love, Rosebuds, and Death, voor sopraan, viool en piano
- 1977 In Celebration, voor zangstem en piano - tekst: Langston Hughes
- 1979 Weary Blues, voor bariton, cello en piano - tekst: Langston Hughes
- 1988-1989 Flowers of Darkness, zangcyclus voor tenor en piano

### Kamermuziek
- 1967 Three Pieces, voor viool en piano
- 1968 Modes, voor strijkkwartet
- 1969 Lament for Nine Instruments, voor dwarsfluit, hobo, klarinet, trompet, trombone, slagwerk, viool, altviool en cello
- 1969 Moods, voor altviool en cello
- 1971 Dirge and Deliverance, voor cello en piano
- 1979 Night Fantasy, voor klarinet en piano

### Werken voor piano
- 1974 Dream and Variations
- 1978 A Little Whimsy

### Werken voor cello
- 1965 Baroque Suite, voor cello